# غويتر عليا (مقاطعة كلاردشت)
غويتر عليا (بالفارسية: گوی‌تر علیا) هي قرية تقع في قسم بيرون‌بشم الريفي (مقاطعة كلاردشت) في إيران. يقدر عدد سكانها بـ 474 نسمة .